# U.S. Route 43
U.S. Route 43 (också kallad U.S. Highway 43 eller med förkortningen  US 43) är en amerikansk landsväg. Den går ifrån Mobile i söder till Columbia i norr och har en längd på 649 km.